# Christiane Nüsslein-Volhard
Christiane Nüsslein-Volhard (Magdeburg, Alemanya, 1942) és una bioquímica, biòloga molecular i genetista alemanya guardonada amb el Premi Nobel de Medicina o Fisiologia l'any 1995.

## Biografia
Va néixer el 20 d'octubre de 1942 a Magdeburg, ciutat situada a l'estat de Saxònia-Anhalt, tot i que va créixer al barri de Sachenhausen, a Frànkfurt. És la segona filla d'una família de cinc fills. El seu pare, Rolf Volhard, arquitecte i pintor, es guanyava la vida pintant pin-ups i retrats d'oficials americans després de la Segona Guerra Mundial. Durant aquesta època, la seva mare Briggite il·lustrava llibres infantils i sovint dedicava les nits a la música, tocant el piano mentre Christiane tocava la flauta i cantava. Tota la seva escolarització va transcórrer a l'escola Schiller de Frankfurt, una rígida escola femenina on totes les professores eren dones solteres diplomades universitàries que es veien obligades a fer classes a un institut perquè a les universitats alemanyes de l'època només contractaven homes per fer de professor.
A la seva primera infància passava les vacances a una granja amb els seus avis materns i va ser gràcies a la seva àvia, Lies Haas-Moellmann, que Christiane va desenvolupar un gran respecte per la natura i va adquirir la convicció que una dona podia aspirar a una carrera professional.
Inicialment va cursar estudis de biologia a la Universitat de Frankfurt, i els va canviar més endavant pels de física, essent graduada finalment en bioquímica a la Universitat de Tubinga. Mentre estudiava a Frankfurt conegué un estudiant de físiques, Volker Nüsslein, amb qui es casaria l'any 1967 i de qui es divorciaria deu anys més tard.
En acabar la seva tesi l'any 1973 sobre la transcripció genètica als bacteris esdevé una experta en biologia molecular però aviat canvia la seva orientació i s'interessa per la biologia del desenvolupament, on se centra en la problemàtica de com una sola cèl·lula es pot convertir en un ésser viu complex. Després d'això demana a Walter Gehring que l'accepti al laboratori de biologia que acaba de muntar a prop de la ciutat suïssa de Basilea on, després d'incorporar-se a principis de 1975, Christiane s'adapta perfectament.
El 1978 fou nomenada co-directora de l'Institut Europeu de Biologia Molecular (EMBL) amb el seu amic Eric Wieschaus i des de 1985 és directora de la divisió genètica de l'Institut Max Planck de Biologia del Desenvolupament a Tübingen, essent, en el moment de ser nomenada, la tercera dona en setanta-quatre anys d'història de la Universitat de Tubinga.

## Recerca científica
Els seus treballs es desenvolupen, fonamentalment, en el camp de la influència de la genètica sobre el desenvolupament embrionari del fetus. Al costat d'Edward Bok Lewis i Eric Wieschaus van identificar en la Drosophila melanogaster, anomenada popularment mosca del vinagre, una sèrie de gens que determinen l'evolució dels diferents segments de l'animal i decideixen la seva conversió en òrgans especialitzat, principi que es manté durant la gènesi humana. Al costat de Wieschaus aconseguí identificar els cromosomes d'aquesta mosca mitjançant el microscopi òptic, i van concloure que dels 20.000 gens de la Drosophila melanogaster 5.000 són importants i 140 essencials.

## Premi Nobel
El 1995 els tres científics foren guardonats amb el Premi Nobel de Medicina o Fisiologia pels seus estudis sobre els mecanismes genètics que controlen el desenvolupament de l'embrió humà mitjançant l'estudi de la mosca de la fruita o Drosophila melanogaster.

## Reconeixements
En honor seu s'anomenà l'asteroide (15811) Nüsslein-Volhard descobert el 10 de juliol de 1994 per Freimut Börngen.